# Route d'Occitanie 2020
La 44e édition de la Route d'Occitanie a lieu du 1er au 4 août 2020. La course est tracée en Occitanie sur quatre étapes entre Saint-Affrique et Rocamadour pour un parcours total de 720 kilomètres.
Elle fait partie du calendrier UCI Europe Tour 2020 en catégorie 2.1. Exceptionnellement, la première étape fait office de deuxième manche de la Coupe de France. Cette épreuve marque le retour à la compétition en France, après plus de quatre mois d'interruption dû à la pandémie de Covid-19.

## Équipes
| WorldTeams (8)- AG2R La Mondiale - Astana - Bahrain McLaren - CCC Team - Cofidis - Groupama-FDJ - Ineos - Trek-Segafredo ProTeams (9)- Bardiani CSF Faizanè - B&B Hotels-Vital Concept p/b KTM - Caja Rural-Seguros RGA - Circus-Wanty Gobert - Euskaltel-Euskadi - Nippo Delko One Provence - Riwal Readynez - Arkéa-Samsic - Total Direct Énergie Équipes continentales (4)- Bike Aid - Equipo Kern Pharma - Natura4Ever-Roubaix Lille Métropole - Saint Michel-Auber 93 |
| |

## Étapes
| Étape     | Date   | Villes étapes                        | type                      | Distance (km) | Vainqueur d'étape | Leader du classement général |
| --------- | ------ | ------------------------------------ | ------------------------- | ------------- | ----------------- | ---------------------------- |
| 1re étape | 1 août | Saint-Affrique – Cazouls-lès-Béziers | étape de moyenne montagne | 187           | Bryan Coquard     | Bryan Coquard                |
| 2e étape  | 2 août | Carcassonne – Cap'Découverte         | étape vallonnée           | 174,5         | Sonny Colbrelli   | Bryan Coquard                |
| 3e étape  | 3 août | Saint-Gaudens – Beyrède-Jumet-Camous | étape de montagne         | 163,5         | Egan Bernal       | Egan Bernal                  |
| 4e étape  | 4 août | Lectoure – Rocamadour                | étape vallonnée           | 195           | Benoît Cosnefroy  | Egan Bernal                  |

### 1reétape
Lors de cette étape, Andréas Kron se distingue, en devenant leader du classement du meilleur grimpeur, et du meilleur jeune. Lilian Calmejane, deuxième derrière Antonio Angulo, lors du sprint de Camarès, passe en tête celui de Cazouls-lès-Béziers, et engrange un total de 5 points.
| \| Classement de l'étape \| Classement de l'étape \| Classement de l'étape \| Classement de l'étape \| Classement de l'étape \| \| Coureur \| Coureur \| Pays \| Équipe \| Temps \| \| --------------------- \| --------------------- \| --------------------- \| -------------------------------- \| --------------------- \| \| 1er \| Bryan Coquard \| France \| B&B Hotels-Vital Concept p/b KTM \| 4 h 35 min 00 s \| \| 2e \| Elia Viviani \| Italie \| Cofidis \| + 0 s \| \| 3e \| Sonny Colbrelli \| Italie \| Bahrain McLaren \| + 0 s \| \| 4e \| Andrea Pasqualon \| Italie \| Circus-Wanty Gobert \| + 0 s \| \| 5e \| Clément Venturini \| France \| AG2R La Mondiale \| + 0 s \| \| 6e \| Egan Bernal \| Colombie \| Team Ineos \| + 0 s \| \| 7e \| Josef Černý \| Tchéquie \| CCC Team \| + 0 s \| \| 8e \| Romain Bardet \| France \| AG2R La Mondiale \| + 0 s \| \| 9e \| Anthony Maldonado \| France \| Saint Michel-Auber 93 \| + 0 s \| \| 10e \| Nick van der Lijke \| Pays-Bas \| Riwal Readynez \| + 0 s \| |                    |          |                                  |                 |
| |                    |          |                                  |                 |
| Source : ProCyclingStats |                    |          |                                  |                 |
| Classement de l'étape |                    |          |                                  |                 |
| Coureur | Coureur            | Pays     | Équipe                           | Temps           |
| 1er | Bryan Coquard      | France   | B&B Hotels-Vital Concept p/b KTM | 4 h 35 min 00 s |
| 2e | Elia Viviani       | Italie   | Cofidis                          | + 0 s           |
| 3e | Sonny Colbrelli    | Italie   | Bahrain McLaren                  | + 0 s           |
| 4e | Andrea Pasqualon   | Italie   | Circus-Wanty Gobert              | + 0 s           |
| 5e | Clément Venturini  | France   | AG2R La Mondiale                 | + 0 s           |
| 6e | Egan Bernal        | Colombie | Team Ineos                       | + 0 s           |
| 7e | Josef Černý        | Tchéquie | CCC Team                         | + 0 s           |
| 8e | Romain Bardet      | France   | AG2R La Mondiale                 | + 0 s           |
| 9e | Anthony Maldonado  | France   | Saint Michel-Auber 93            | + 0 s           |
| 10e | Nick van der Lijke | Pays-Bas | Riwal Readynez                   | + 0 s           |

| \| Classement général \| Classement général \| Classement général \| Classement général \| Classement général \| \| Coureur \| Coureur \| Pays \| Équipe \| Temps \| \| ------------------ \| ------------------ \| ------------------ \| -------------------------------- \| ------------------ \| \| 1er \| Bryan Coquard \| France \| B&B Hotels-Vital Concept p/b KTM \| 4 h 34 min 50 s \| \| 2e \| Elia Viviani \| Italie \| Cofidis \| + 4 s \| \| 3e \| Lilian Calmejane \| France \| Total Direct Énergie \| + 5 s \| \| 4e \| Sonny Colbrelli \| Italie \| Bahrain McLaren \| + 6 s \| \| 5e \| Andreas Kron \| Danemark \| Riwal Readynez \| + 9 s \| \| 6e \| Andrea Pasqualon \| Italie \| Circus-Wanty Gobert \| + 10 s \| \| 7e \| Clément Venturini \| France \| AG2R La Mondiale \| + 10 s \| \| 8e \| Egan Bernal \| Colombie \| Team Ineos \| + 10 s \| \| 9e \| Josef Černý \| Tchéquie \| CCC Team \| + 10 s \| \| 10e \| Romain Bardet \| France \| AG2R La Mondiale \| + 10 s \| |                   |          |                                  |                 |
| |                   |          |                                  |                 |
| Source : ProCyclingStats |                   |          |                                  |                 |
| Classement général |                   |          |                                  |                 |
| Coureur | Coureur           | Pays     | Équipe                           | Temps           |
| 1er | Bryan Coquard     | France   | B&B Hotels-Vital Concept p/b KTM | 4 h 34 min 50 s |
| 2e | Elia Viviani      | Italie   | Cofidis                          | + 4 s           |
| 3e | Lilian Calmejane  | France   | Total Direct Énergie             | + 5 s           |
| 4e | Sonny Colbrelli   | Italie   | Bahrain McLaren                  | + 6 s           |
| 5e | Andreas Kron      | Danemark | Riwal Readynez                   | + 9 s           |
| 6e | Andrea Pasqualon  | Italie   | Circus-Wanty Gobert              | + 10 s          |
| 7e | Clément Venturini | France   | AG2R La Mondiale                 | + 10 s          |
| 8e | Egan Bernal       | Colombie | Team Ineos                       | + 10 s          |
| 9e | Josef Černý       | Tchéquie | CCC Team                         | + 10 s          |
| 10e | Romain Bardet     | France   | AG2R La Mondiale                 | + 10 s          |

### 2eétape
Une échappée de 5 coureurs se forme rapidement, notamment menée par Emil Nygaard Vinjebo, rejoint après quelques kilomètres par Ibai Azurmendi. Le groupe aura 5 minutes d'avance sur le peloton au 7e kilomètre. Le Japonais Fumiyuki Beppu passe en tête la première côte de la journée, ainsi que le sprint intermédiaire de Revel. Romain Bardet chute au 73e kilomètre, sans gravité, malgré une épaule qui semble amochée. Au passage de la côte de Cagnac-les-Mines, Fumiyuki Beppu passe en tête, devant Nikodemus Holler et Emil Nygaard Vinjebo. Ce dernier passe en tête du second sprint de la journée, ainsi que la côte de Monestiés. Seul en échappée à 3 kilomètres de l'arrivée, Emil Nygaard Vinjebo n'aura que 13 secondes d'avance, et sera rapidement repris. 
| \| Classement de l'étape \| Classement de l'étape \| Classement de l'étape \| Classement de l'étape \| Classement de l'étape \| \| Coureur \| Coureur \| Pays \| Équipe \| Temps \| \| --------------------- \| --------------------- \| --------------------- \| -------------------------------- \| --------------------- \| \| 1er \| Sonny Colbrelli \| Italie \| Bahrain McLaren \| 4 h 22 min 22 s \| \| 2e \| Bryan Coquard \| France \| B&B Hotels-Vital Concept p/b KTM \| + 0 s \| \| 3e \| Niccolò Bonifazio \| Italie \| Total Direct Énergie \| + 0 s \| \| 4e \| Arvid de Kleijn \| Pays-Bas \| Riwal Readynez \| + 0 s \| \| 5e \| Clément Venturini \| France \| AG2R La Mondiale \| + 0 s \| \| 6e \| Andrea Pasqualon \| Italie \| Circus-Wanty Gobert \| + 0 s \| \| 7e \| Matteo Malucelli \| Italie \| Caja Rural-Seguros RGA \| + 0 s \| \| 8e \| Elia Viviani \| Italie \| Cofidis \| + 0 s \| \| 9e \| Warren Barguil \| France \| Arkéa-Samsic \| + 0 s \| \| 10e \| David González López \| Espagne \| Caja Rural-Seguros RGA \| + 0 s \| |                      |          |                                  |                 |
| |                      |          |                                  |                 |
| Source : ProCyclingStats |                      |          |                                  |                 |
| Classement de l'étape |                      |          |                                  |                 |
| Coureur | Coureur              | Pays     | Équipe                           | Temps           |
| 1er | Sonny Colbrelli      | Italie   | Bahrain McLaren                  | 4 h 22 min 22 s |
| 2e | Bryan Coquard        | France   | B&B Hotels-Vital Concept p/b KTM | + 0 s           |
| 3e | Niccolò Bonifazio    | Italie   | Total Direct Énergie             | + 0 s           |
| 4e | Arvid de Kleijn      | Pays-Bas | Riwal Readynez                   | + 0 s           |
| 5e | Clément Venturini    | France   | AG2R La Mondiale                 | + 0 s           |
| 6e | Andrea Pasqualon     | Italie   | Circus-Wanty Gobert              | + 0 s           |
| 7e | Matteo Malucelli     | Italie   | Caja Rural-Seguros RGA           | + 0 s           |
| 8e | Elia Viviani         | Italie   | Cofidis                          | + 0 s           |
| 9e | Warren Barguil       | France   | Arkéa-Samsic                     | + 0 s           |
| 10e | David González López | Espagne  | Caja Rural-Seguros RGA           | + 0 s           |

| \| Classement général \| Classement général \| Classement général \| Classement général \| Classement général \| \| Coureur \| Coureur \| Pays \| Équipe \| Temps \| \| ------------------ \| ------------------ \| ------------------ \| -------------------------------- \| ------------------ \| \| 1er \| Bryan Coquard \| France \| B&B Hotels-Vital Concept p/b KTM \| 8 h 57 min 07 s \| \| 2e \| Sonny Colbrelli \| Italie \| Bahrain McLaren \| + 2 s \| \| 3e \| Elia Viviani \| Italie \| Cofidis \| + 10 s \| \| 4e \| Lilian Calmejane \| France \| Total Direct Énergie \| + 11 s \| \| 5e \| Niccolò Bonifazio \| Italie \| Total Direct Énergie \| + 12 s \| \| 6e \| Michał Paluta \| Pologne \| CCC Team \| + 12 s \| \| 7e \| Emil Vinjebo \| Danemark \| Riwal Readynez \| + 12 s \| \| 8e \| Ibai Azurmendi \| Espagne \| Euskaltel-Euskadi \| + 15 s \| \| 9e \| Andreas Kron \| Danemark \| Riwal Readynez \| + 15 s \| \| 10e \| Clément Venturini \| France \| AG2R La Mondiale \| + 16 s \| |                   |          |                                  |                 |
| |                   |          |                                  |                 |
| Source : ProCyclingStats |                   |          |                                  |                 |
| Classement général |                   |          |                                  |                 |
| Coureur | Coureur           | Pays     | Équipe                           | Temps           |
| 1er | Bryan Coquard     | France   | B&B Hotels-Vital Concept p/b KTM | 8 h 57 min 07 s |
| 2e | Sonny Colbrelli   | Italie   | Bahrain McLaren                  | + 2 s           |
| 3e | Elia Viviani      | Italie   | Cofidis                          | + 10 s          |
| 4e | Lilian Calmejane  | France   | Total Direct Énergie             | + 11 s          |
| 5e | Niccolò Bonifazio | Italie   | Total Direct Énergie             | + 12 s          |
| 6e | Michał Paluta     | Pologne  | CCC Team                         | + 12 s          |
| 7e | Emil Vinjebo      | Danemark | Riwal Readynez                   | + 12 s          |
| 8e | Ibai Azurmendi    | Espagne  | Euskaltel-Euskadi                | + 15 s          |
| 9e | Andreas Kron      | Danemark | Riwal Readynez                   | + 15 s          |
| 10e | Clément Venturini | France   | AG2R La Mondiale                 | + 16 s          |

### 3eétape
Une échappée de 8 coureurs se forme rapidement, notamment avec Lilian Calmejane, et Benoit Cosnefroy. Jesse De Rooij et Sergio Araiz tentent un regroupement avec les hommes de tête, qui comptent jusqu'à 2 minutes 30 d'avance au 15e kilomètre. Lilian Calmejane passe en tête du sprint intermédiaire, devant Benoit Cosnefroy et Georg Zimmermann. Lilian Calmejane passe ensuite en tête le col de la Serre, devant Georg Zimmermann, et Matthieu Ladagnous. Au pied du Port de Balès, l'échappée compte plus de 4 minutes d'avance.
| \| Classement de l'étape \| Classement de l'étape \| Classement de l'étape \| Classement de l'étape \| Classement de l'étape \| \| Coureur \| Coureur \| Pays \| Équipe \| Temps \| \| --------------------- \| --------------------- \| --------------------- \| --------------------- \| --------------------- \| \| 1er \| Egan Bernal \| Colombie \| Team Ineos \| 4 h 36 min 44 s \| \| 2e \| Pavel Sivakov \| Russie \| Team Ineos \| + 10 s \| \| 3e \| Aleksandr Vlasov \| Russie \| Astana \| + 17 s \| \| 4e \| Thibaut Pinot \| France \| Groupama-FDJ \| + 31 s \| \| 5e \| Bauke Mollema \| Pays-Bas \| Trek-Segafredo \| + 1 min 05 s \| \| 6e \| Warren Barguil \| France \| Arkéa-Samsic \| + 1 min 09 s \| \| 7e \| Richie Porte \| Australie \| Trek-Segafredo \| + 1 min 11 s \| \| 8e \| Romain Bardet \| France \| AG2R La Mondiale \| + 1 min 18 s \| \| 9e \| Sébastien Reichenbach \| Suisse \| Groupama-FDJ \| + 1 min 39 s \| \| 10e \| Rafael Valls \| Espagne \| Bahrain McLaren \| + 1 min 39 s \| |                       |           |                  |                 |
| |                       |           |                  |                 |
| Source : ProCyclingStats |                       |           |                  |                 |
| Classement de l'étape |                       |           |                  |                 |
| Coureur | Coureur               | Pays      | Équipe           | Temps           |
| 1er | Egan Bernal           | Colombie  | Team Ineos       | 4 h 36 min 44 s |
| 2e | Pavel Sivakov         | Russie    | Team Ineos       | + 10 s          |
| 3e | Aleksandr Vlasov      | Russie    | Astana           | + 17 s          |
| 4e | Thibaut Pinot         | France    | Groupama-FDJ     | + 31 s          |
| 5e | Bauke Mollema         | Pays-Bas  | Trek-Segafredo   | + 1 min 05 s    |
| 6e | Warren Barguil        | France    | Arkéa-Samsic     | + 1 min 09 s    |
| 7e | Richie Porte          | Australie | Trek-Segafredo   | + 1 min 11 s    |
| 8e | Romain Bardet         | France    | AG2R La Mondiale | + 1 min 18 s    |
| 9e | Sébastien Reichenbach | Suisse    | Groupama-FDJ     | + 1 min 39 s    |
| 10e | Rafael Valls          | Espagne   | Bahrain McLaren  | + 1 min 39 s    |

| \| Classement général \| Classement général \| Classement général \| Classement général \| Classement général \| \| Coureur \| Coureur \| Pays \| Équipe \| Temps \| \| ------------------ \| --------------------- \| ------------------ \| ------------------ \| ------------------ \| \| 1er \| Egan Bernal \| Colombie \| Team Ineos \| 13 h 33 min 57 s \| \| 2e \| Pavel Sivakov \| Russie \| Team Ineos \| + 14 s \| \| 3e \| Aleksandr Vlasov \| Russie \| Astana \| + 23 s \| \| 4e \| Thibaut Pinot \| France \| Groupama-FDJ \| + 41 s \| \| 5e \| Bauke Mollema \| Pays-Bas \| Trek-Segafredo \| + 1 min 15 s \| \| 6e \| Warren Barguil \| France \| Arkéa-Samsic \| + 1 min 19 s \| \| 7e \| Richie Porte \| Australie \| Trek-Segafredo \| + 1 min 21 s \| \| 8e \| Romain Bardet \| France \| AG2R La Mondiale \| + 1 min 28 s \| \| 9e \| Rafael Valls \| Espagne \| Bahrain McLaren \| + 1 min 49 s \| \| 10e \| Sébastien Reichenbach \| Suisse \| Groupama-FDJ \| + 1 min 49 s \| |                       |           |                  |                  |
| |                       |           |                  |                  |
| Source : ProCyclingStats |                       |           |                  |                  |
| Classement général |                       |           |                  |                  |
| Coureur | Coureur               | Pays      | Équipe           | Temps            |
| 1er | Egan Bernal           | Colombie  | Team Ineos       | 13 h 33 min 57 s |
| 2e | Pavel Sivakov         | Russie    | Team Ineos       | + 14 s           |
| 3e | Aleksandr Vlasov      | Russie    | Astana           | + 23 s           |
| 4e | Thibaut Pinot         | France    | Groupama-FDJ     | + 41 s           |
| 5e | Bauke Mollema         | Pays-Bas  | Trek-Segafredo   | + 1 min 15 s     |
| 6e | Warren Barguil        | France    | Arkéa-Samsic     | + 1 min 19 s     |
| 7e | Richie Porte          | Australie | Trek-Segafredo   | + 1 min 21 s     |
| 8e | Romain Bardet         | France    | AG2R La Mondiale | + 1 min 28 s     |
| 9e | Rafael Valls          | Espagne   | Bahrain McLaren  | + 1 min 49 s     |
| 10e | Sébastien Reichenbach | Suisse    | Groupama-FDJ     | + 1 min 49 s     |

### 4eétape
| \| Classement de l'étape \| Classement de l'étape \| Classement de l'étape \| Classement de l'étape \| Classement de l'étape \| \| Coureur \| Coureur \| Pays \| Équipe \| Temps \| \| --------------------- \| --------------------- \| --------------------- \| --------------------- \| --------------------- \| \| 1er \| Benoît Cosnefroy \| France \| AG2R La Mondiale \| 4 h 23 min 28 s \| \| 2e \| Bauke Mollema \| Pays-Bas \| Trek-Segafredo \| + 2 s \| \| 3e \| Thibaut Pinot \| France \| Groupama-FDJ \| + 2 s \| \| 4e \| Egan Bernal \| Colombie \| Team Ineos \| + 2 s \| \| 5e \| Aleksandr Vlasov \| Russie \| Astana \| + 2 s \| \| 6e \| Alexis Vuillermoz \| France \| AG2R La Mondiale \| + 7 s \| \| 7e \| Pavel Sivakov \| Russie \| Team Ineos \| + 7 s \| \| 8e \| Richie Porte \| Australie \| Trek-Segafredo \| + 7 s \| \| 9e \| Rafael Valls \| Espagne \| Bahrain McLaren \| + 10 s \| \| 10e \| Warren Barguil \| France \| Arkéa-Samsic \| + 12 s \| |                   |           |                  |                 |
| |                   |           |                  |                 |
| Source : ProCyclingStats |                   |           |                  |                 |
| Classement de l'étape |                   |           |                  |                 |
| Coureur | Coureur           | Pays      | Équipe           | Temps           |
| 1er | Benoît Cosnefroy  | France    | AG2R La Mondiale | 4 h 23 min 28 s |
| 2e | Bauke Mollema     | Pays-Bas  | Trek-Segafredo   | + 2 s           |
| 3e | Thibaut Pinot     | France    | Groupama-FDJ     | + 2 s           |
| 4e | Egan Bernal       | Colombie  | Team Ineos       | + 2 s           |
| 5e | Aleksandr Vlasov  | Russie    | Astana           | + 2 s           |
| 6e | Alexis Vuillermoz | France    | AG2R La Mondiale | + 7 s           |
| 7e | Pavel Sivakov     | Russie    | Team Ineos       | + 7 s           |
| 8e | Richie Porte      | Australie | Trek-Segafredo   | + 7 s           |
| 9e | Rafael Valls      | Espagne   | Bahrain McLaren  | + 10 s          |
| 10e | Warren Barguil    | France    | Arkéa-Samsic     | + 12 s          |

## Classements finals

### Classement général final
| \| Classement général \| Classement général \| Classement général \| Classement général \| Classement général \| \| Coureur \| Coureur \| Pays \| Équipe \| Temps \| \| ------------------ \| --------------------- \| ------------------ \| ------------------ \| ------------------ \| \| 1er \| Egan Bernal \| Colombie \| Team Ineos \| 17 h 57 min 25 s \| \| 2e \| Pavel Sivakov \| Russie \| Team Ineos \| + 19 s \| \| 3e \| Aleksandr Vlasov \| Russie \| Astana \| + 23 s \| \| 4e \| Thibaut Pinot \| France \| Groupama-FDJ \| + 37 s \| \| 5e \| Bauke Mollema \| Pays-Bas \| Trek-Segafredo \| + 1 min 09 s \| \| 6e \| Richie Porte \| Australie \| Trek-Segafredo \| + 1 min 26 s \| \| 7e \| Warren Barguil \| France \| Arkéa-Samsic \| + 1 min 27 s \| \| 8e \| Romain Bardet \| France \| AG2R La Mondiale \| + 1 min 53 s \| \| 9e \| Rafael Valls \| Espagne \| Bahrain McLaren \| + 1 min 57 s \| \| 10e \| Sébastien Reichenbach \| Suisse \| Groupama-FDJ \| + 2 min 00 s \| |                       |           |                  |                  |
| |                       |           |                  |                  |
| Source : ProCyclingStats |                       |           |                  |                  |
| Classement général |                       |           |                  |                  |
| Coureur | Coureur               | Pays      | Équipe           | Temps            |
| 1er | Egan Bernal           | Colombie  | Team Ineos       | 17 h 57 min 25 s |
| 2e | Pavel Sivakov         | Russie    | Team Ineos       | + 19 s           |
| 3e | Aleksandr Vlasov      | Russie    | Astana           | + 23 s           |
| 4e | Thibaut Pinot         | France    | Groupama-FDJ     | + 37 s           |
| 5e | Bauke Mollema         | Pays-Bas  | Trek-Segafredo   | + 1 min 09 s     |
| 6e | Richie Porte          | Australie | Trek-Segafredo   | + 1 min 26 s     |
| 7e | Warren Barguil        | France    | Arkéa-Samsic     | + 1 min 27 s     |
| 8e | Romain Bardet         | France    | AG2R La Mondiale | + 1 min 53 s     |
| 9e | Rafael Valls          | Espagne   | Bahrain McLaren  | + 1 min 57 s     |
| 10e | Sébastien Reichenbach | Suisse    | Groupama-FDJ     | + 2 min 00 s     |

### Classements annexes finals
| Classement par points | Classement par points | Classement par points | Classement par points            | Classement par points |
| Coureur               | Coureur               | Pays                  | Équipe                           | Points                |
| --------------------- | --------------------- | --------------------- | -------------------------------- | --------------------- |
| 1er                   | Egan Bernal           | Colombie              | Team Ineos                       | 37 pts                |
| 2e                    | Bryan Coquard         | France                | B&B Hotels-Vital Concept p/b KTM | 37 pts                |
| 3e                    | Sonny Colbrelli       | Italie                | Bahrain McLaren                  | 35 pts                |
| 4e                    | Elia Viviani          | Italie                | Cofidis                          | 25 pts                |
| 5e                    | Andrea Pasqualon      | Italie                | Circus-Wanty Gobert              | 23 pts                |

| Classement par points | Classement par points | Classement par points | Classement par points            | Classement par points |
| Coureur               | Coureur               | Pays                  | Équipe                           | Points                |
| --------------------- | --------------------- | --------------------- | -------------------------------- | --------------------- |
| 1er                   | Egan Bernal           | Colombie              | Team Ineos                       | 37 pts                |
| 2e                    | Bryan Coquard         | France                | B&B Hotels-Vital Concept p/b KTM | 37 pts                |
| 3e                    | Sonny Colbrelli       | Italie                | Bahrain McLaren                  | 35 pts                |
| 4e                    | Elia Viviani          | Italie                | Cofidis                          | 25 pts                |
| 5e                    | Andrea Pasqualon      | Italie                | Circus-Wanty Gobert              | 23 pts                |

| Classement de la montagne | Classement de la montagne | Classement de la montagne | Classement de la montagne | Classement de la montagne |
| Coureur                   | Coureur                   | Pays                      | Équipe                    | Points                    |
| ------------------------- | ------------------------- | ------------------------- | ------------------------- | ------------------------- |
| 1er                       | Lilian Calmejane          | France                    | Total Direct Énergie      | 33 pts                    |
| 2e                        | Harold Tejada             | Colombie                  | Astana                    | 20 pts                    |
| 3e                        | Georg Zimmermann          | Allemagne                 | CCC Team                  | 17 pts                    |
| 4e                        | Julien Bernard            | France                    | Trek-Segafredo            | 16 pts                    |
| 5e                        | Egan Bernal               | Colombie                  | Team Ineos                | 12 pts                    |

| Classement de la montagne | Classement de la montagne | Classement de la montagne | Classement de la montagne | Classement de la montagne |
| Coureur                   | Coureur                   | Pays                      | Équipe                    | Points                    |
| ------------------------- | ------------------------- | ------------------------- | ------------------------- | ------------------------- |
| 1er                       | Lilian Calmejane          | France                    | Total Direct Énergie      | 33 pts                    |
| 2e                        | Harold Tejada             | Colombie                  | Astana                    | 20 pts                    |
| 3e                        | Georg Zimmermann          | Allemagne                 | CCC Team                  | 17 pts                    |
| 4e                        | Julien Bernard            | France                    | Trek-Segafredo            | 16 pts                    |
| 5e                        | Egan Bernal               | Colombie                  | Team Ineos                | 12 pts                    |

| Classement du meilleur jeune | Classement du meilleur jeune | Classement du meilleur jeune | Classement du meilleur jeune | Classement du meilleur jeune |
| Coureur                      | Coureur                      | Pays                         | Équipe                       | Temps                        |
| ---------------------------- | ---------------------------- | ---------------------------- | ---------------------------- | ---------------------------- |
| 1er                          | Egan Bernal                  | Colombie                     | Team Ineos                   | 17 h 57 min 27 s             |
| 2e                           | Pavel Sivakov                | Russie                       | Team Ineos                   | + 19 s                       |
| 3e                           | Aleksandr Vlasov             | Russie                       | Astana                       | + 23 s                       |
| 4e                           | Rémy Rochas                  | France                       | Nippo-Delko One Provence     | + 2 min 15 s                 |
| 5e                           | Valentin Madouas             | France                       | Groupama-FDJ                 | + 2 min 52 s                 |

| Classement du meilleur jeune | Classement du meilleur jeune | Classement du meilleur jeune | Classement du meilleur jeune | Classement du meilleur jeune |
| Coureur                      | Coureur                      | Pays                         | Équipe                       | Temps                        |
| ---------------------------- | ---------------------------- | ---------------------------- | ---------------------------- | ---------------------------- |
| 1er                          | Egan Bernal                  | Colombie                     | Team Ineos                   | 17 h 57 min 27 s             |
| 2e                           | Pavel Sivakov                | Russie                       | Team Ineos                   | + 19 s                       |
| 3e                           | Aleksandr Vlasov             | Russie                       | Astana                       | + 23 s                       |
| 4e                           | Rémy Rochas                  | France                       | Nippo-Delko One Provence     | + 2 min 15 s                 |
| 5e                           | Valentin Madouas             | France                       | Groupama-FDJ                 | + 2 min 52 s                 |

| Classement par équipes | Classement par équipes | Classement par équipes | Classement par équipes |
| Équipe                 | Équipe                 | Pays                   | Temps                  |
| ---------------------- | ---------------------- | ---------------------- | ---------------------- |
| 1re                    | Trek-Segafredo         | États-Unis             | 53 h 57 min 51 s       |
| 2e                     | Groupama-FDJ           | France                 | + 9 s                  |
| 3e                     | AG2R La Mondiale       | France                 | + 59 s                 |
| 4e                     | Astana                 | Kazakhstan             | + 2 min 51 s           |
| 5e                     | Ineos                  | Royaume-Uni            | + 3 min 00 s           |

| Classement par équipes | Classement par équipes | Classement par équipes | Classement par équipes |
| Équipe                 | Équipe                 | Pays                   | Temps                  |
| ---------------------- | ---------------------- | ---------------------- | ---------------------- |
| 1re                    | Trek-Segafredo         | États-Unis             | 53 h 57 min 51 s       |
| 2e                     | Groupama-FDJ           | France                 | + 9 s                  |
| 3e                     | AG2R La Mondiale       | France                 | + 59 s                 |
| 4e                     | Astana                 | Kazakhstan             | + 2 min 51 s           |
| 5e                     | Ineos                  | Royaume-Uni            | + 3 min 00 s           |

## Classement UCI
La course attribue des points au Classement mondial UCI 2020 selon le barème suivant.
| Position           | 1er | 2e | 3e | 4e | 5e | 6e | 7e | 8e | 9e | 10e | 11e | 12e | 13e à 15e | 16e à 25e |
| Classement général | 125 | 85 | 70 | 60 | 50 | 40 | 35 | 30 | 25 | 20  | 15  | 10  | 5         | 3         |
| Par étape          | 14  | 5  | 3  |    |    |    |    |    |    |     |     |     |           |           |
| Leader, par étape  | 3   |    |    |    |    |    |    |    |    |     |     |     |           |           |

## Évolution des classements
| Étape              | Vainqueur          | Classement général | Classement par points | Classement de la montagne | Classement du meilleur jeune | Classement par équipes |
| ------------------ | ------------------ | ------------------ | --------------------- | ------------------------- | ---------------------------- | ---------------------- |
| 1                  | Bryan Coquard      | Bryan Coquard      | Bryan Coquard         | Andreas Kron              | Andreas Kron                 | AG2R La Mondiale       |
| 2                  | Sonny Colbrelli    | Bryan Coquard      | Bryan Coquard         | Andreas Kron              | Michał Paluta                | AG2R La Mondiale       |
| 3                  | Egan Bernal        | Egan Bernal        | Bryan Coquard         | Lilian Calmejane          | Egan Bernal                  | Groupama-FDJ           |
| 4                  | Benoît Cosnefroy   | Egan Bernal        | Egan Bernal           | Lilian Calmejane          | Egan Bernal                  | Trek-Segafredo         |
| Classements finals | Classements finals | Egan Bernal        | Egan Bernal           | Lilian Calmejane          | Egan Bernal                  | Trek-Segafredo         |

## Liste des participants
- Liste de départ

| Team Ineos INS | Team Ineos INS             | Team Ineos INS |
| -------------- | -------------------------- | -------------- |
| Num            | Coureur                    | Pos            |
| 1              | Egan Bernal (COL)          | 1er            |
| 2              | Christopher Froome (GBR)   | 37e            |
| 3              | Andrey Amador (CRC)        | 61e            |
| 4              | Jonathan Castroviejo (ESP) | 54e            |
| 5              | Tao Geoghegan Hart (GBR)   | 52e            |
| 6              | Pavel Sivakov (RUS)        | 2e             |
| 7              | Dylan van Baarle (NED)     | 73e            |

| AG2R La Mondiale ALM | AG2R La Mondiale ALM    | AG2R La Mondiale ALM |
| -------------------- | ----------------------- | -------------------- |
| Num                  | Coureur                 | Pos                  |
| 11                   | Romain Bardet (FRA)     | 8e                   |
| 12                   | Benoît Cosnefroy (FRA)  | 57e                  |
| 13                   | Mikaël Cherel (FRA)     | 27e                  |
| 14                   | Tony Gallopin (FRA)     | 24e                  |
| 15                   | Pierre Latour (FRA)     | 47e                  |
| 16                   | Clément Venturini (FRA) | 62e                  |
| 17                   | Alexis Vuillermoz (FRA) | 12e                  |

| Bardiani CSF Faizanè BCF | Bardiani CSF Faizanè BCF | Bardiani CSF Faizanè BCF |
| ------------------------ | ------------------------ | ------------------------ |
| Num                      | Coureur                  | Pos                      |
| 21                       | Giovanni Carboni (ITA)   | 20e                      |
| 22                       | Marco Benfatto (ITA)     | AB-3                     |
| 23                       | Giovanni Lonardi (ITA)   | 122e                     |
| 24                       | Alessandro Monaco (ITA)  | AB-4                     |
| 25                       | Umberto Orsini (ITA)     | 88e                      |
| 26                       | Manuel Senni (ITA)       | 60e                      |
| 27                       | Filippo Zana (ITA)       | 78e                      |

| B&B Hotels-Vital Concept p/b KTM BVC | B&B Hotels-Vital Concept p/b KTM BVC | B&B Hotels-Vital Concept p/b KTM BVC |
| ------------------------------------ | ------------------------------------ | ------------------------------------ |
| Num                                  | Coureur                              | Pos                                  |
| 31                                   | Bryan Coquard (FRA)                  | 43e                                  |
| 32                                   | Frederik Backaert (BEL)              | 83e                                  |
| 33                                   | Cyril Barthe (FRA)                   | 79e                                  |
| 34                                   | Maxime Cam (FRA)                     | 126e                                 |
| 35                                   | Jens Debusschere (BEL)               | 82e                                  |
| 36                                   | Julien Morice (FRA)                  | 123e                                 |
| 37                                   | Kévin Réza (FRA)                     | 113e                                 |

| Cofidis COF | Cofidis COF              | Cofidis COF |
| ----------- | ------------------------ | ----------- |
| Num         | Coureur                  | Pos         |
| 41          | Elia Viviani (ITA)       |             |
| 42          | Simone Consonni (ITA)    | 101e        |
| 43          | Marco Mathis (GER)       | 124e        |
| 44          | Christophe Laporte (FRA) | 103e        |
| 45          | Cyril Lemoine (FRA)      | 125e        |
| 46          | Fabio Sabatini (ITA)     | 111e        |
| 47          | Kenneth Vanbilsen (BEL)  | 117e        |

| Groupama-FDJ GFC | Groupama-FDJ GFC            | Groupama-FDJ GFC |
| ---------------- | --------------------------- | ---------------- |
| Num              | Coureur                     | Pos              |
| 51               | Thibaut Pinot (FRA)         | 4e               |
| 52               | Bruno Armirail (FRA)        | 40e              |
| 53               | Antoine Duchesne (CAN)      | 95e              |
| 54               | Matthieu Ladagnous (FRA)    | 58e              |
| 55               | Tobias Ludvigsson (SWE)     | 74e              |
| 56               | Valentin Madouas (FRA)      | 14e              |
| 57               | Sébastien Reichenbach (SUI) | 10e              |

| Astana AST | Astana AST               | Astana AST |
| ---------- | ------------------------ | ---------- |
| Num        | Coureur                  | Pos        |
| 61         | Miguel Ángel López (COL) | 26e        |
| 62         | Hernando Bohórquez (COL) | 39e        |
| 63         | Omar Fraile (ESP)        | 41e        |
| 64         | Merhawi Kudus (ERI)      | 17e        |
| 65         | Aleksandr Vlasov (RUS)   | 3e         |
| 66         | Luis León Sánchez (ESP)  | 30e        |
| 67         | Harold Tejada (COL)      | 45e        |

| Arkéa-Samsic ARK | Arkéa-Samsic ARK         | Arkéa-Samsic ARK |
| ---------------- | ------------------------ | ---------------- |
| Num              | Coureur                  | Pos              |
| 71               | Warren Barguil (FRA)     | 7e               |
| 72               | Maxime Bouet (FRA)       | 32e              |
| 73               | Thibault Guernalec (FRA) | 115e             |
| 74               | Kévin Ledanois (FRA)     | 38e              |
| 75               | Connor Swift (GBR)       | 44e              |
| 76               | Alan Riou (FRA)          | 100e             |
| 77               | Bram Welten (NED)        | 105e             |

| Total Direct Énergie TDE | Total Direct Énergie TDE | Total Direct Énergie TDE |
| ------------------------ | ------------------------ | ------------------------ |
| Num                      | Coureur                  | Pos                      |
| 81                       | Lilian Calmejane (FRA)   | 69e                      |
| 82                       | Niccolò Bonifazio (ITA)  | 96e                      |
| 83                       | Jérémy Cabot (FRA)       | 107e                     |
| 84                       | Adrien Petit (FRA)       | AB-4                     |
| 85                       | Julien Simon (FRA)       | NP-2                     |
| 86                       | Geoffrey Soupe (FRA)     | 94e                      |
| 87                       | Anthony Turgis (FRA)     | 99e                      |

| Saint Michel-Auber 93 AUB | Saint Michel-Auber 93 AUB | Saint Michel-Auber 93 AUB |
| ------------------------- | ------------------------- | ------------------------- |
| Num                       | Coureur                   | Pos                       |
| 91                        | Adrien Guillonnet (FRA)   | 22e                       |
| 92                        | Flavien Maurelet (FRA)    | 91e                       |
| 93                        | Yoann Paillot (FRA)       | 85e                       |
| 94                        | Morne van Niekerk (RSA)   | 129e                      |
| 95                        | Tony Hurel (FRA)          | 109e                      |
| 96                        | Louis Louvet (FRA)        | 104e                      |
| 97                        | Anthony Maldonado (FRA)   | 89e                       |

| Circus-Wanty Gobert CWG | Circus-Wanty Gobert CWG    | Circus-Wanty Gobert CWG |
| ----------------------- | -------------------------- | ----------------------- |
| Num                     | Coureur                    | Pos                     |
| 101                     | Jérémy Bellicaud (FRA)     | 76e                     |
| 102                     | Aimé De Gendt (BEL)        | 90e                     |
| 103                     | Odd Christian Eiking (NOR) | 29e                     |
| 104                     | Alexander Evans (AUS)      | 97e                     |
| 105                     | Andrea Pasqualon (ITA)     | 64e                     |
| 106                     | Simone Petilli (ITA)       | 16e                     |
| 107                     | Théo Delacroix (FRA)       | 112e                    |

| Bike Aid BAI | Bike Aid BAI               | Bike Aid BAI |
| ------------ | -------------------------- | ------------ |
| Num          | Coureur                    | Pos          |
| 111          | Nikodemus Holler (GER)     | 118e         |
| 112          | Adne van Engelen (NED)     | 68e          |
| 113          | Lucas Carstensen (GER)     |              |
| 114          | Matthias Schnapka (GER)    | AB-1         |
| 115          | Jesse de Rooij (NED)       | AB-3         |
| 116          | Erik Bergström Frisk (SWE) | 51e          |
| 117          | Frederik Dombrowski (GER)  | 81e          |

| Caja Rural-Seguros RGA CJR | Caja Rural-Seguros RGA CJR | Caja Rural-Seguros RGA CJR |
| -------------------------- | -------------------------- | -------------------------- |
| Num                        | Coureur                    | Pos                        |
| 121                        | Jhojan García (COL)        | 15e                        |
| 122                        | Aritz Bagües (ESP)         | 75e                        |
| 123                        | Julen Amézqueta (ESP)      | 18e                        |
| 124                        | Álvaro Cuadros (ESP)       | 28e                        |
| 125                        | Matteo Malucelli (ITA)     | 82e                        |
| 126                        | David González López (ESP) | 66e                        |
| 127                        | Héctor Sáez (ESP)          | AB-4                       |

| Natura4Ever-Roubaix Lille Métropole NRL | Natura4Ever-Roubaix Lille Métropole NRL | Natura4Ever-Roubaix Lille Métropole NRL |
| --------------------------------------- | --------------------------------------- | --------------------------------------- |
| Num                                     | Coureur                                 | Pos                                     |
| 131                                     | Julien Antomarchi (FRA)                 |                                         |
| 132                                     | Thibault Ferasse (FRA)                  | 33e                                     |
| 133                                     | Pierre Idjouadiene (FRA)                | AB-4                                    |
| 134                                     | Samuel Leroux (FRA)                     | 114e                                    |
| 135                                     | Mathias De Witte (BEL)                  | 34e                                     |
| 136                                     | Emiel Vermeulen (BEL)                   | 128e                                    |
| 137                                     | Jordan Levasseur (FRA)                  | AB-1                                    |

| Euskaltel-Euskadi EUS | Euskaltel-Euskadi EUS  | Euskaltel-Euskadi EUS |
| --------------------- | ---------------------- | --------------------- |
| Num                   | Coureur                | Pos                   |
| 141                   | Antonio Angulo (ESP)   | 86e                   |
| 142                   | Unai Cuadrado (ESP)    | 80e                   |
| 143                   | Dzmitry Zhyhunou (BLR) | 121e                  |
| 144                   | Ibai Azurmendi (ESP)   | 93e                   |
| 145                   | Mikel Iturria (ESP)    | 25e                   |
| 146                   | Joan Bou (ESP)         | AB-4                  |
| 147                   | Garikoitz Bravo (ESP)  | 63e                   |

| Nippo-Delko One Provence NDP | Nippo-Delko One Provence NDP | Nippo-Delko One Provence NDP |
| ---------------------------- | ---------------------------- | ---------------------------- |
| Num                          | Coureur                      | Pos                          |
| 151                          | Eduard-Michael Grosu (ROU)   | AB-1                         |
| 152                          | Evaldas Šiškevičius (LTU)    | 116e                         |
| 153                          | Fumiyuki Beppu (JPN)         | AB-3                         |
| 154                          | José Gonçalves (POR)         | 53e                          |
| 155                          | Rémy Rochas (FRA)            | 11e                          |
| 156                          | Julien Trarieux (FRA)        | 98e                          |
| 157                          | Romain Combaud (FRA)         | 35e                          |

| Bahrain McLaren TBM | Bahrain McLaren TBM       | Bahrain McLaren TBM |
| ------------------- | ------------------------- | ------------------- |
| Num                 | Coureur                   | Pos                 |
| 161                 | Enrico Battaglin (ITA)    | 65e                 |
| 162                 | Santiago Buitrago (COL)   | AB-3                |
| 163                 | Sonny Colbrelli (ITA)     | 72e                 |
| 164                 | Scott Davies (GBR)        | 42e                 |
| 165                 | Kevin Inkelaar (NED)      | 36e                 |
| 166                 | Hermann Pernsteiner (AUT) | 19e                 |
| 167                 | Rafael Valls (ESP)        | 9e                  |

| Trek-Segafredo TFS | Trek-Segafredo TFS    | Trek-Segafredo TFS |
| ------------------ | --------------------- | ------------------ |
| Num                | Coureur               | Pos                |
| 171                | Richie Porte (AUS)    | 6e                 |
| 172                | Julien Bernard (FRA)  | 46e                |
| 173                | William Clarke (AUS)  | 102e               |
| 174                | Niklas Eg (DEN)       | 21e                |
| 175                | Kenny Elissonde (FRA) | 13e                |
| 176                | Bauke Mollema (NED)   | 5e                 |
| 177                | Michel Ries (LUX)     | 31e                |

| CCC Team CCC | CCC Team CCC                   | CCC Team CCC |
| ------------ | ------------------------------ | ------------ |
| Num          | Coureur                        | Pos          |
| 181          | Josef Černý (CZE)              | 55e          |
| 182          | Michał Paluta (POL) (route)    | 87e          |
| 183          | Joey Rosskopf (USA)            | 50e          |
| 184          | Guillaume Van Keirsbulck (BEL) | 127e         |
| 185          | Fausto Masnada (ITA)           | 23e          |
| 186          | Łukasz Wiśniowski (POL)        | 108e         |
| 187          | Georg Zimmermann (GER)         | 56e          |

| Riwal Readynez RIW | Riwal Readynez RIW       | Riwal Readynez RIW |
| ------------------ | ------------------------ | ------------------ |
| Num                | Coureur                  | Pos                |
| 191                | August Jensen (NOR)      | AB-2               |
| 192                | Christoffer Lisson (DEN) | 110e               |
| 193                | Nick van der Lijke (NED) | 71e                |
| 194                | Andreas Kron (DEN)       | AB-3               |
| 195                | Emil Vinjebo (DEN)       | 77e                |
| 196                | Piotr Havik (NED)        | 92e                |
| 197                | Arvid de Kleijn (NED)    | 119e               |

| Equipo Kern Pharma EKP | Equipo Kern Pharma EKP | Equipo Kern Pharma EKP |
| ---------------------- | ---------------------- | ---------------------- |
| Num                    | Coureur                | Pos                    |
| 201                    | Iván Moreno (ESP)      | 59e                    |
| 202                    | Martí Márquez (ESP)    | 49e                    |
| 203                    | José Félix Parra (ESP) | 48e                    |
| 204                    | Martín Bouzas (ESP)    | AB-4                   |
| 205                    | Ibon Ruiz (ESP)        | 67e                    |
| 206                    | Sergio Araiz (ESP)     | 120e                   |
| 207                    | Jordi López (ESP)      | 70e                    |

| Team Ineos INS | Team Ineos INS             | Team Ineos INS |
| -------------- | -------------------------- | -------------- |
| Num            | Coureur                    | Pos            |
| 1              | Egan Bernal (COL)          | 1er            |
| 2              | Christopher Froome (GBR)   | 37e            |
| 3              | Andrey Amador (CRC)        | 61e            |
| 4              | Jonathan Castroviejo (ESP) | 54e            |
| 5              | Tao Geoghegan Hart (GBR)   | 52e            |
| 6              | Pavel Sivakov (RUS)        | 2e             |
| 7              | Dylan van Baarle (NED)     | 73e            |

| AG2R La Mondiale ALM | AG2R La Mondiale ALM    | AG2R La Mondiale ALM |
| -------------------- | ----------------------- | -------------------- |
| Num                  | Coureur                 | Pos                  |
| 11                   | Romain Bardet (FRA)     | 8e                   |
| 12                   | Benoît Cosnefroy (FRA)  | 57e                  |
| 13                   | Mikaël Cherel (FRA)     | 27e                  |
| 14                   | Tony Gallopin (FRA)     | 24e                  |
| 15                   | Pierre Latour (FRA)     | 47e                  |
| 16                   | Clément Venturini (FRA) | 62e                  |
| 17                   | Alexis Vuillermoz (FRA) | 12e                  |

| Bardiani CSF Faizanè BCF | Bardiani CSF Faizanè BCF | Bardiani CSF Faizanè BCF |
| ------------------------ | ------------------------ | ------------------------ |
| Num                      | Coureur                  | Pos                      |
| 21                       | Giovanni Carboni (ITA)   | 20e                      |
| 22                       | Marco Benfatto (ITA)     | AB-3                     |
| 23                       | Giovanni Lonardi (ITA)   | 122e                     |
| 24                       | Alessandro Monaco (ITA)  | AB-4                     |
| 25                       | Umberto Orsini (ITA)     | 88e                      |
| 26                       | Manuel Senni (ITA)       | 60e                      |
| 27                       | Filippo Zana (ITA)       | 78e                      |

| B&B Hotels-Vital Concept p/b KTM BVC | B&B Hotels-Vital Concept p/b KTM BVC | B&B Hotels-Vital Concept p/b KTM BVC |
| ------------------------------------ | ------------------------------------ | ------------------------------------ |
| Num                                  | Coureur                              | Pos                                  |
| 31                                   | Bryan Coquard (FRA)                  | 43e                                  |
| 32                                   | Frederik Backaert (BEL)              | 83e                                  |
| 33                                   | Cyril Barthe (FRA)                   | 79e                                  |
| 34                                   | Maxime Cam (FRA)                     | 126e                                 |
| 35                                   | Jens Debusschere (BEL)               | 82e                                  |
| 36                                   | Julien Morice (FRA)                  | 123e                                 |
| 37                                   | Kévin Réza (FRA)                     | 113e                                 |

| Cofidis COF | Cofidis COF              | Cofidis COF |
| ----------- | ------------------------ | ----------- |
| Num         | Coureur                  | Pos         |
| 41          | Elia Viviani (ITA)       |             |
| 42          | Simone Consonni (ITA)    | 101e        |
| 43          | Marco Mathis (GER)       | 124e        |
| 44          | Christophe Laporte (FRA) | 103e        |
| 45          | Cyril Lemoine (FRA)      | 125e        |
| 46          | Fabio Sabatini (ITA)     | 111e        |
| 47          | Kenneth Vanbilsen (BEL)  | 117e        |

| Groupama-FDJ GFC | Groupama-FDJ GFC            | Groupama-FDJ GFC |
| ---------------- | --------------------------- | ---------------- |
| Num              | Coureur                     | Pos              |
| 51               | Thibaut Pinot (FRA)         | 4e               |
| 52               | Bruno Armirail (FRA)        | 40e              |
| 53               | Antoine Duchesne (CAN)      | 95e              |
| 54               | Matthieu Ladagnous (FRA)    | 58e              |
| 55               | Tobias Ludvigsson (SWE)     | 74e              |
| 56               | Valentin Madouas (FRA)      | 14e              |
| 57               | Sébastien Reichenbach (SUI) | 10e              |

| Astana AST | Astana AST               | Astana AST |
| ---------- | ------------------------ | ---------- |
| Num        | Coureur                  | Pos        |
| 61         | Miguel Ángel López (COL) | 26e        |
| 62         | Hernando Bohórquez (COL) | 39e        |
| 63         | Omar Fraile (ESP)        | 41e        |
| 64         | Merhawi Kudus (ERI)      | 17e        |
| 65         | Aleksandr Vlasov (RUS)   | 3e         |
| 66         | Luis León Sánchez (ESP)  | 30e        |
| 67         | Harold Tejada (COL)      | 45e        |

| Arkéa-Samsic ARK | Arkéa-Samsic ARK         | Arkéa-Samsic ARK |
| ---------------- | ------------------------ | ---------------- |
| Num              | Coureur                  | Pos              |
| 71               | Warren Barguil (FRA)     | 7e               |
| 72               | Maxime Bouet (FRA)       | 32e              |
| 73               | Thibault Guernalec (FRA) | 115e             |
| 74               | Kévin Ledanois (FRA)     | 38e              |
| 75               | Connor Swift (GBR)       | 44e              |
| 76               | Alan Riou (FRA)          | 100e             |
| 77               | Bram Welten (NED)        | 105e             |

| Total Direct Énergie TDE | Total Direct Énergie TDE | Total Direct Énergie TDE |
| ------------------------ | ------------------------ | ------------------------ |
| Num                      | Coureur                  | Pos                      |
| 81                       | Lilian Calmejane (FRA)   | 69e                      |
| 82                       | Niccolò Bonifazio (ITA)  | 96e                      |
| 83                       | Jérémy Cabot (FRA)       | 107e                     |
| 84                       | Adrien Petit (FRA)       | AB-4                     |
| 85                       | Julien Simon (FRA)       | NP-2                     |
| 86                       | Geoffrey Soupe (FRA)     | 94e                      |
| 87                       | Anthony Turgis (FRA)     | 99e                      |

| Saint Michel-Auber 93 AUB | Saint Michel-Auber 93 AUB | Saint Michel-Auber 93 AUB |
| ------------------------- | ------------------------- | ------------------------- |
| Num                       | Coureur                   | Pos                       |
| 91                        | Adrien Guillonnet (FRA)   | 22e                       |
| 92                        | Flavien Maurelet (FRA)    | 91e                       |
| 93                        | Yoann Paillot (FRA)       | 85e                       |
| 94                        | Morne van Niekerk (RSA)   | 129e                      |
| 95                        | Tony Hurel (FRA)          | 109e                      |
| 96                        | Louis Louvet (FRA)        | 104e                      |
| 97                        | Anthony Maldonado (FRA)   | 89e                       |

| Circus-Wanty Gobert CWG | Circus-Wanty Gobert CWG    | Circus-Wanty Gobert CWG |
| ----------------------- | -------------------------- | ----------------------- |
| Num                     | Coureur                    | Pos                     |
| 101                     | Jérémy Bellicaud (FRA)     | 76e                     |
| 102                     | Aimé De Gendt (BEL)        | 90e                     |
| 103                     | Odd Christian Eiking (NOR) | 29e                     |
| 104                     | Alexander Evans (AUS)      | 97e                     |
| 105                     | Andrea Pasqualon (ITA)     | 64e                     |
| 106                     | Simone Petilli (ITA)       | 16e                     |
| 107                     | Théo Delacroix (FRA)       | 112e                    |

| Bike Aid BAI | Bike Aid BAI               | Bike Aid BAI |
| ------------ | -------------------------- | ------------ |
| Num          | Coureur                    | Pos          |
| 111          | Nikodemus Holler (GER)     | 118e         |
| 112          | Adne van Engelen (NED)     | 68e          |
| 113          | Lucas Carstensen (GER)     |              |
| 114          | Matthias Schnapka (GER)    | AB-1         |
| 115          | Jesse de Rooij (NED)       | AB-3         |
| 116          | Erik Bergström Frisk (SWE) | 51e          |
| 117          | Frederik Dombrowski (GER)  | 81e          |

| Caja Rural-Seguros RGA CJR | Caja Rural-Seguros RGA CJR | Caja Rural-Seguros RGA CJR |
| -------------------------- | -------------------------- | -------------------------- |
| Num                        | Coureur                    | Pos                        |
| 121                        | Jhojan García (COL)        | 15e                        |
| 122                        | Aritz Bagües (ESP)         | 75e                        |
| 123                        | Julen Amézqueta (ESP)      | 18e                        |
| 124                        | Álvaro Cuadros (ESP)       | 28e                        |
| 125                        | Matteo Malucelli (ITA)     | 82e                        |
| 126                        | David González López (ESP) | 66e                        |
| 127                        | Héctor Sáez (ESP)          | AB-4                       |

| Natura4Ever-Roubaix Lille Métropole NRL | Natura4Ever-Roubaix Lille Métropole NRL | Natura4Ever-Roubaix Lille Métropole NRL |
| --------------------------------------- | --------------------------------------- | --------------------------------------- |
| Num                                     | Coureur                                 | Pos                                     |
| 131                                     | Julien Antomarchi (FRA)                 |                                         |
| 132                                     | Thibault Ferasse (FRA)                  | 33e                                     |
| 133                                     | Pierre Idjouadiene (FRA)                | AB-4                                    |
| 134                                     | Samuel Leroux (FRA)                     | 114e                                    |
| 135                                     | Mathias De Witte (BEL)                  | 34e                                     |
| 136                                     | Emiel Vermeulen (BEL)                   | 128e                                    |
| 137                                     | Jordan Levasseur (FRA)                  | AB-1                                    |

| Euskaltel-Euskadi EUS | Euskaltel-Euskadi EUS  | Euskaltel-Euskadi EUS |
| --------------------- | ---------------------- | --------------------- |
| Num                   | Coureur                | Pos                   |
| 141                   | Antonio Angulo (ESP)   | 86e                   |
| 142                   | Unai Cuadrado (ESP)    | 80e                   |
| 143                   | Dzmitry Zhyhunou (BLR) | 121e                  |
| 144                   | Ibai Azurmendi (ESP)   | 93e                   |
| 145                   | Mikel Iturria (ESP)    | 25e                   |
| 146                   | Joan Bou (ESP)         | AB-4                  |
| 147                   | Garikoitz Bravo (ESP)  | 63e                   |

| Nippo-Delko One Provence NDP | Nippo-Delko One Provence NDP | Nippo-Delko One Provence NDP |
| ---------------------------- | ---------------------------- | ---------------------------- |
| Num                          | Coureur                      | Pos                          |
| 151                          | Eduard-Michael Grosu (ROU)   | AB-1                         |
| 152                          | Evaldas Šiškevičius (LTU)    | 116e                         |
| 153                          | Fumiyuki Beppu (JPN)         | AB-3                         |
| 154                          | José Gonçalves (POR)         | 53e                          |
| 155                          | Rémy Rochas (FRA)            | 11e                          |
| 156                          | Julien Trarieux (FRA)        | 98e                          |
| 157                          | Romain Combaud (FRA)         | 35e                          |

| Bahrain McLaren TBM | Bahrain McLaren TBM       | Bahrain McLaren TBM |
| ------------------- | ------------------------- | ------------------- |
| Num                 | Coureur                   | Pos                 |
| 161                 | Enrico Battaglin (ITA)    | 65e                 |
| 162                 | Santiago Buitrago (COL)   | AB-3                |
| 163                 | Sonny Colbrelli (ITA)     | 72e                 |
| 164                 | Scott Davies (GBR)        | 42e                 |
| 165                 | Kevin Inkelaar (NED)      | 36e                 |
| 166                 | Hermann Pernsteiner (AUT) | 19e                 |
| 167                 | Rafael Valls (ESP)        | 9e                  |

| Trek-Segafredo TFS | Trek-Segafredo TFS    | Trek-Segafredo TFS |
| ------------------ | --------------------- | ------------------ |
| Num                | Coureur               | Pos                |
| 171                | Richie Porte (AUS)    | 6e                 |
| 172                | Julien Bernard (FRA)  | 46e                |
| 173                | William Clarke (AUS)  | 102e               |
| 174                | Niklas Eg (DEN)       | 21e                |
| 175                | Kenny Elissonde (FRA) | 13e                |
| 176                | Bauke Mollema (NED)   | 5e                 |
| 177                | Michel Ries (LUX)     | 31e                |

| CCC Team CCC | CCC Team CCC                   | CCC Team CCC |
| ------------ | ------------------------------ | ------------ |
| Num          | Coureur                        | Pos          |
| 181          | Josef Černý (CZE)              | 55e          |
| 182          | Michał Paluta (POL) (route)    | 87e          |
| 183          | Joey Rosskopf (USA)            | 50e          |
| 184          | Guillaume Van Keirsbulck (BEL) | 127e         |
| 185          | Fausto Masnada (ITA)           | 23e          |
| 186          | Łukasz Wiśniowski (POL)        | 108e         |
| 187          | Georg Zimmermann (GER)         | 56e          |

| Riwal Readynez RIW | Riwal Readynez RIW       | Riwal Readynez RIW |
| ------------------ | ------------------------ | ------------------ |
| Num                | Coureur                  | Pos                |
| 191                | August Jensen (NOR)      | AB-2               |
| 192                | Christoffer Lisson (DEN) | 110e               |
| 193                | Nick van der Lijke (NED) | 71e                |
| 194                | Andreas Kron (DEN)       | AB-3               |
| 195                | Emil Vinjebo (DEN)       | 77e                |
| 196                | Piotr Havik (NED)        | 92e                |
| 197                | Arvid de Kleijn (NED)    | 119e               |

| Equipo Kern Pharma EKP | Equipo Kern Pharma EKP | Equipo Kern Pharma EKP |
| ---------------------- | ---------------------- | ---------------------- |
| Num                    | Coureur                | Pos                    |
| 201                    | Iván Moreno (ESP)      | 59e                    |
| 202                    | Martí Márquez (ESP)    | 49e                    |
| 203                    | José Félix Parra (ESP) | 48e                    |
| 204                    | Martín Bouzas (ESP)    | AB-4                   |
| 205                    | Ibon Ruiz (ESP)        | 67e                    |
| 206                    | Sergio Araiz (ESP)     | 120e                   |
| 207                    | Jordi López (ESP)      | 70e                    |